# Cântaro Magro

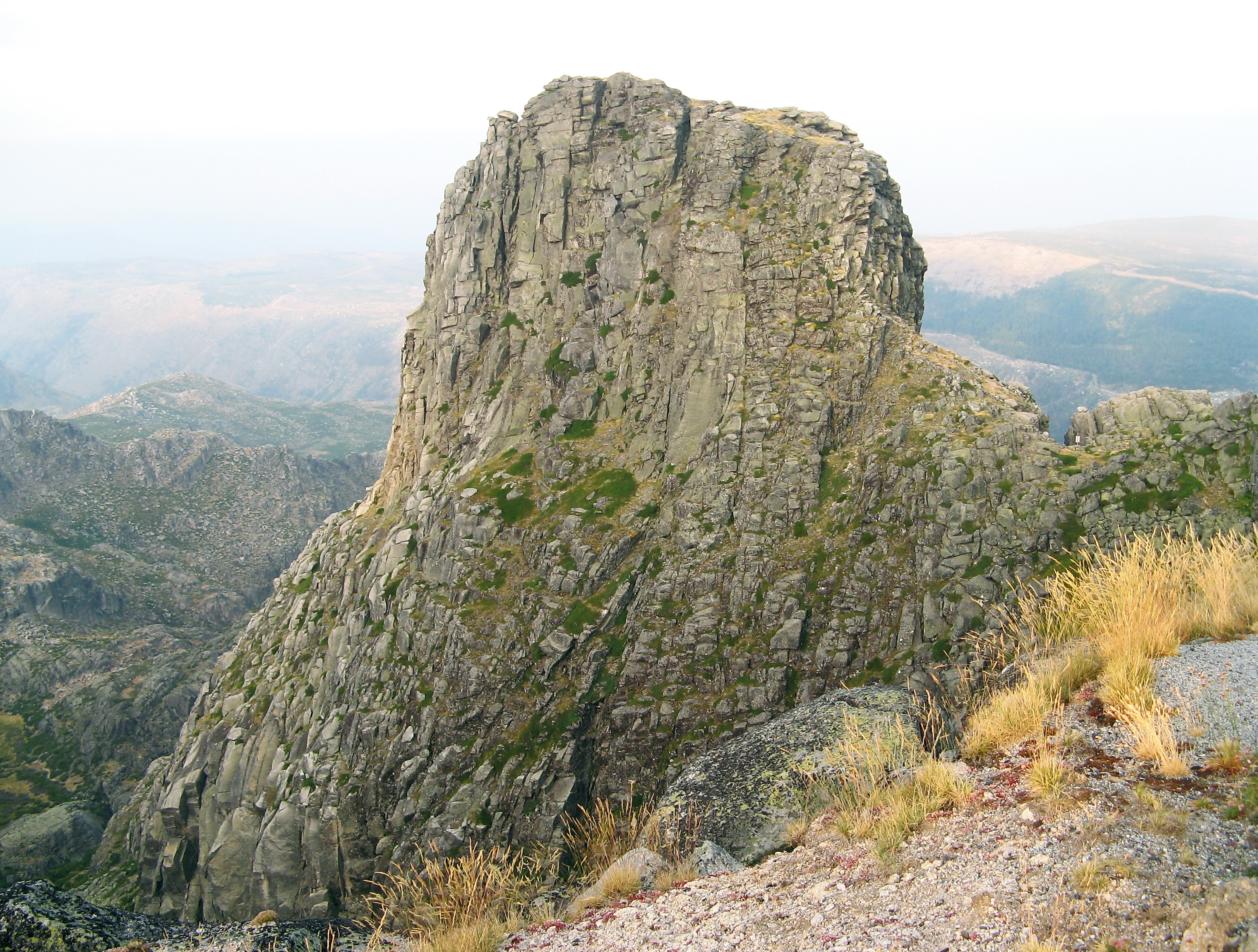
Cântaro Magro

O Cântaro Magro é um relevo notável (altitude 1928 m) da serra da Estrela, concelho de Manteigas em Portugal, situado na cabeceira do vale glaciar do rio Zêzere, destacando-se do planalto da Torre.
Do sopé do Cântaro Magro no Covão d'Ametade até ao seu cume existe um desnível (parede vertical) de aproximadamente 500m, [carece de fontes?]
[carece de fontes?]